# Pager

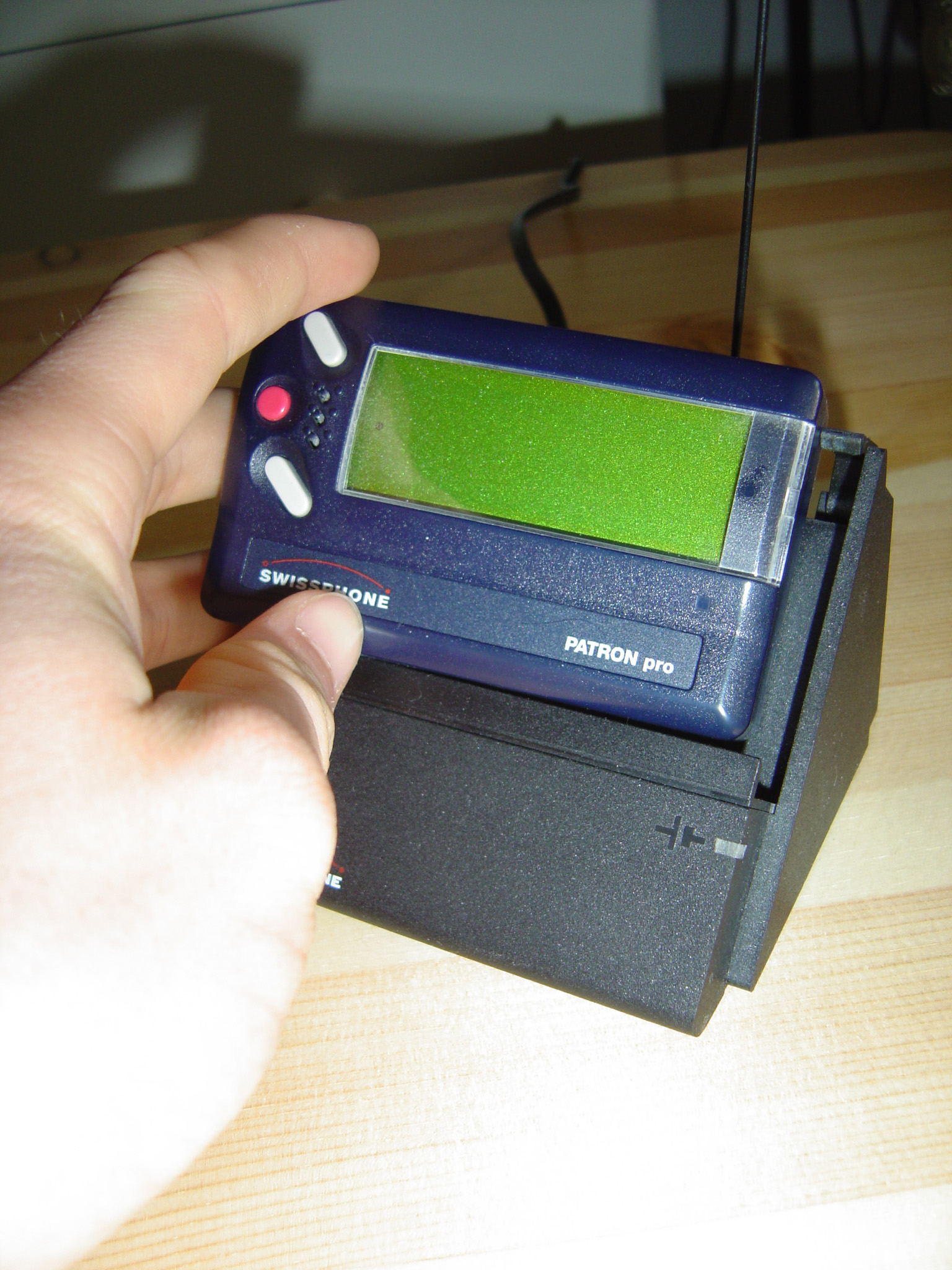
Um pager para uso em serviços de emergência

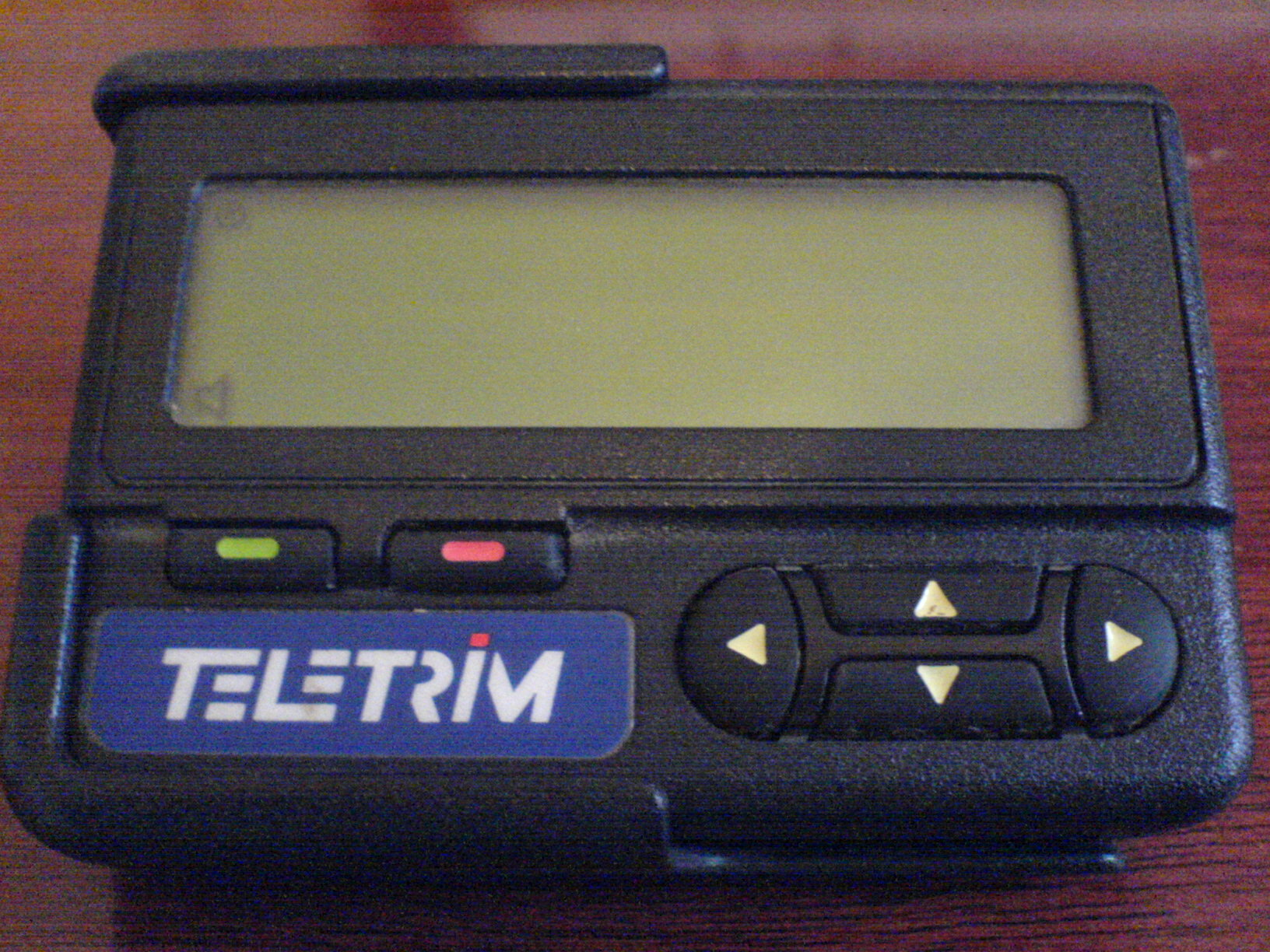
Pager usado no Brasil na década de 1990

Um pager (bip, bipe (português brasileiro) ou radiomensagem (português europeu), ou raramente radioprocura) é um dispositivo eletrônico usado para contactar pessoas através de uma rede de telecomunicações. Ele precedeu a tecnologia dos telemóveis e foi muito popular durante as décadas de 1980 e 1990, utilizando transmissões de rádio para interligar um centro de controle de chamadas e o destinatário. Muitos dos pagers ainda em funcionamento usam o protocolo FLEX. O protocolo POCSAG, mais lento, ainda é utilizado por alguns sistemas de pager nos Estados Unidos e provavelmente também em outros países.
Os pagers geralmente têm toques de chamada muito simples, e alguns incluem um alerta vibratório.

## Características
Os primeiros pagers somente dispunham de notificação por áudio, tais como uma série de "bips", para indicar a recepção de uma mensagem. A parte contactada tinha então de telefonar para o centro de controle de chamadas para receber as mensagens de um operador ou de um dispositivo primitivo de correio de voz. Alguns modelos antigos incluíam um altofalante e receptor de áudio analógico; ao receber uma mensagem, o altofalante era acionado e o utilizador ouvia uma voz humana lendo a mensagem. Pagers posteriores usaram mensagens digitais, primeiramente numéricas e posteriormente alfanuméricas, para prover o destinatário com informações adicionais.

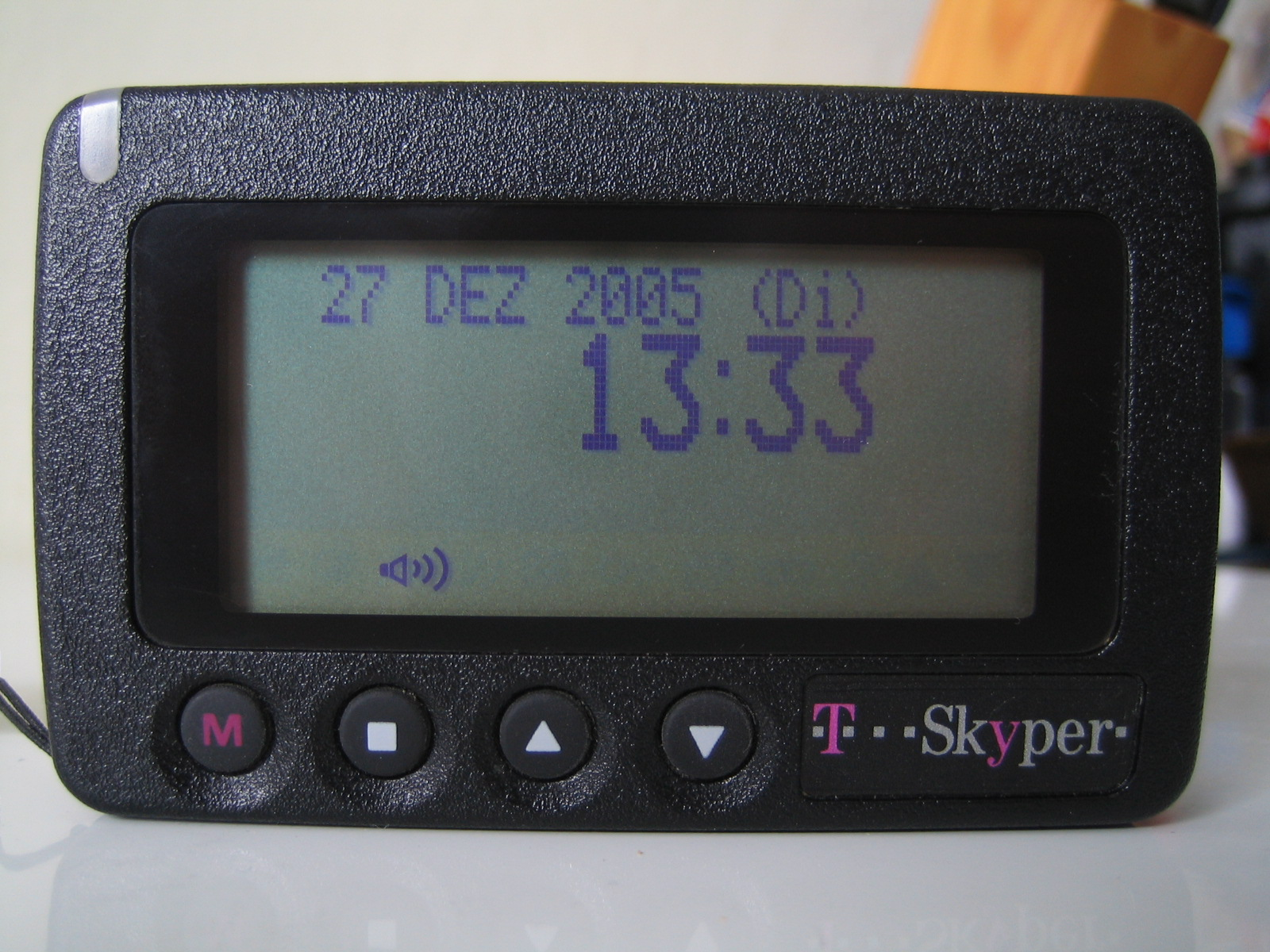
Um pager Skyper, em uso para o HAM Radio

Modelos ainda mais recentes incluíram a capacidade de enviar mensagens num modo de mão dupla e até mesmo a capacidade de enviar e receber e-mails. Muitas operadoras de sistemas de pager também suportam WCTP para enviar e receber mensagens de pagers versões 1.5, 1.7 e bidirecionais.
Pagers também têm vantagens em privacidade se comparados com telemóveis. Visto que um pager de mão única é somente um receptor passivo (ele não manda informações de volta para a estação-base), sua localização não pode ser rastreada.

## Protocolos de comunicação

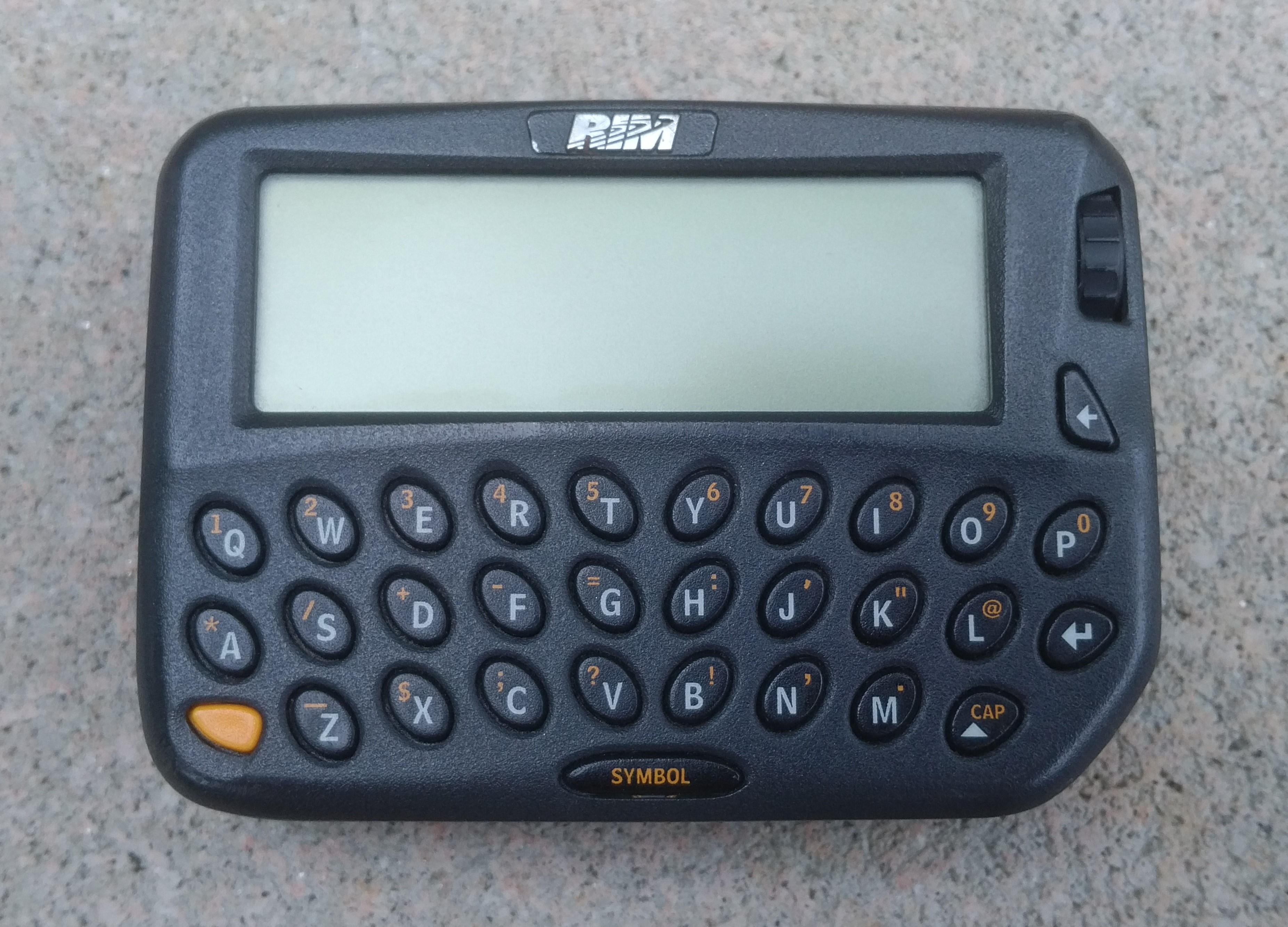
BlackBerry 950

Protocolos comuns em sistemas de pagers incluem: TAP, FLEX, ReFLEX, POCSAG, Golay e NTT. No passado, também incluíam o Two-tone e o 5/6-tone.
A tecnologia dos pagers está sendo utilizada agora em sistemas de controle de irrigação e de trânsito.

## Em Portugal
Lançado a nível comercial em 1990, o paging contava em 1998 com 264.300 assinantes e com 11.847 chamadas feitas. No entanto, passados apenas dois anos, esses números passaram para 29.700 e 1.159, respetivamente e em 2001 a realidade era ainda mais negativa, com 5.400 assinantes e menos de 1.000 chamadas realizadas nesse ano.
A TMN, marca da Portugal Telecom, cessou a prestação deste serviço a 31 de julho de 2001, no Continente e Região Autónoma da Madeira, mantendo-se na Região Autónoma dos Açores até 31 de agosto. Já a Vodafone cessou a prestação do paging a 31 de outubro de 2001.